# Jindřich Pacl
Jindřich Pacl (* 18. února 1995, Plzeň) je český hokejový brankář, který v současnosti nastupuje za Nottingham Panthers v Elite League. Je odchovancem týmu HC Škoda Plzeň, kde nastupoval v mládežnických týmech.